# Элмайра (тауншип, Миннесота)
Элмайра (англ. Elmira) — тауншип в округе Олмстед, Миннесота, США. На 2000 год его население составило 352 человека.

## География
По данным Бюро переписи населения США площадь тауншипа составляет 90,6 км², из которых 90,6 км² занимает суша, а 90,6 км² — вода (90,6 км²).

## Демография
По данным переписи населения 2000 года здесь находились 352 человека, 119 домохозяйств и 98 семей. Плотность населения — 3,9 чел./км².  На территории тауншипа расположено 123 постройки со средней плотностью 1,4 построек на один квадратный километр. Расовый состав населения: 100,00 % белых.
Из 119 домохозяйств в 42,9 % воспитывались дети до 18 лет, в 73,9 % проживали супружеские пары, в 2,5 % проживали незамужние женщины и в 17,6 % домохозяйств проживали несемейные люди. 16,0 % домохозяйств состояли из одного человека, при том 7,6 % из — одиноких пожилых людей старше 65 лет. Средний размер домохозяйства — 2,96, а семьи — 3,32 человека.
30,7 % населения — младше 18 лет, 6,3 % — в возрасте от 18 до 24 лет, 28,7 % — от 25 до 44, 20,7 % — от 45 до 64, и 13,6 % — старше 65 лет. Средний возраст — 38 лет. На каждые 100 женщин приходилось 118,6 мужчин.  На каждые 100 женщин старше 18 приходилось 114,0 мужчин.
Средний годовой доход домохозяйства составлял 65 156 долларов, а средний годовой доход семьи —  69 375 долларов. Средний доход мужчин —  36 250  долларов, в то время как у женщин — 30 625. Доход на душу населения составил 23 243 доллара. За чертой бедности не находилась ни одна семья и 1,7 % всего населения тауншипа, из которых 3,8 % старше 65 лет.